# Erion Braçe
Erion Braçe (ur. 2 kwietnia 1972 w Tiranie) – albański ekonomista i dziennikarz, deputowany do Zgromadzenia Albanii z ramienia Socjalistycznej Partii Albanii, wicepremier Albanii w latach 2019-2021.

## Życiorys
Ukończył studia na Wydziale Ekonomicznym na Uniwersytecie w Tiranie. Pracował jako dziennikarz dla czasopisma Zëri i Popullit, którego w latach 1998-2007 był redaktorem naczelnym.
Od 2001 roku jest deputowanym do Zgromadzenia Albanii z ramienia Socjalistycznej Partii Albanii.
W grudniu 2018 roku premier Albanii Edi Rama zapowiedział mianowanie Eriona Braçe na urząd wicepremiera; oficjalnie Braçe pełnił daną funkcję od 17 stycznia 2019 do 18 września 2021.